# In der Schlinge des Teufels
In der Schlinge des Teufels (Originaltitel: The Vault of Horror) ist ein 1972 entstandener, britischer Horror-Episodenfilm von Roy Ward Baker. In den Hauptrollen sind Terry-Thomas, Curd Jürgens, Michael Craig, Glynis Johns, Dawn Addams, Edward Judd, Denholm Elliott sowie die Geschwister Daniel Massey und Anna Massey zu sehen. Der Film basiert auf mehreren Kurzgeschichten.

## Handlung
Prolog
Fünf einander unbekannte Menschen betreten in einem modernen Londoner Bürokomplex nacheinander einen Fahrstuhl und landen, ohne dass jemand den entsprechenden Knopf gedrückt hätte, in der Kelleretage. Dort stoßen sie auf ein edel ausgestattetes Zimmer im Stile eines Herrenclubs. Die Fahrstuhltür hat sich längst geschlossen und nichts und niemand kann die fünf Personen von hier fortbringen. Geduldig fügen sich die Fünf dieser unheimlichen Situation und beginnen nun einander Geschichten zu erzählen, um die Zeit bis zur erhofften Rettung aus dieser von hier nicht zu beeinflussenden Lage abzuwarten. Jede dieser Geschichten hat etwas mit einem immer wiederkehrenden Alptraum zu tun.
Midnight Mess
Erzürnt darüber, dass seine Schwester Donna Alleinerbin des väterlichen Vermögens geworden ist, beschließt Harold Rogers, sie in einem abgelegenen, finsteren Dorf zu besuchen, um sie augenblicklich zu ermorden. So geschieht es. Ganz entspannt kehrt Harold daraufhin in einem Gasthof ein, um dort erst einmal genüsslich zu speisen und ganz für sich den neuen Reichtum zu feiern. Doch er hat sich zur falschen Zeit an den falschen Ort begeben: Harold ist einem Vampirnest gelandet, und die flatternden Untoten haben ihn zu ihrem Hauptmahl auserkoren. Auch die mutmaßlich tote Donna ist nicht ganz so tot, wie er erhofft hatte. Gierig schielen die Langzähne auf seine Halsschlagader …
The Neat Job
Kleinbürger Arthur Critchit ist ein schrecklicher Pedant, der mit seinem zwanghaften Ordnungswahn seine Ehefrau Eleanor buchstäblich in den Wahnsinn treibt. Die ist ganz anders gepolt und längst nicht die perfekte Hausfrau, die er zu heiraten gehofft hatte. Ist Arthur erst einmal aus dem Haus, lässt sie gern Fünfe gerade sein, um dann um so mehr in Panik alles wieder ordentlich herzurichten, wenn der alte Nörgler im Anmarsch ist. Je hektischer Eleanor jedoch in letzter Sekunde die Wohnung aufräumen will, um so mehr stiftet sie in einer Art Kettenreaktion immer mehr Chaos an. Von seinem Sauberkeitsfimmel und Kontrollwahn derart genervt, bringt sie ihn just in dem Moment um, als er wieder einmal eine Standpauke halten will, beginnend mit den Worten: „Kannst du eigentlich nichts ordentlich machen?“ Jetzt hat sie es wirklich ordentlich gemacht: Eleanor hat ihn ordentlich mit einem Hammer erschlagen, seinen Körper ordentlich zerlegt und alle Organe einzeln und natürlich ordentlich in Einmachgläsern mit entsprechenden Aufklebern entsorgt.
This Trick’ll Kill You
Die dritte Geschichte spielt in Indien. Der überaus von sich selbst eingenommene, um nicht zu sagen arrogante, Zauberer Sebastian entdeckt während einer Studienreise bei einem Fakir einen verblüffenden Seiltrick, den er unbedingt für seine Show haben will – um jeden Preis. Doch der Fakir will ihm diesen Trick nicht überlassen, sodass Sebastian den Fakir erst bloßstellt und anschließend dessen Assistentin, die er zu sich und seiner mitreisenden Gattin Inez ins Hotel gelockt hat, ermordet. Sebastian nimmt das Seil an sich, das mit einem Flötenspiel zu einer Schlange verwandelt werden kann. Inez soll fortan die Rolle in dem Seiltrick übernehmen, die die Assistentin des Fakirs zuvor gespielt hatte. Doch dieser Trick wirkt sich bald wie ein Fluch aus, der über Sebastian und seine nicht minder mörderische Gattin kommen wird. Inez versucht sofort, der Assistentin nachzueifern und klettert das Seil hinauf, während Sebastian flötet. Plötzlich ertönt ein markerschütternder Schrei, und Inez verschwindet. Zurück bleibt nur ein großer Blutfleck an der Decke. Das Seil aber windet und knotet sich um Sebastians Hals und stranguliert ihn. Die Assistentin taucht wenig später putzmunter in dem Basar auf, wo Sebastian und Inez sie einst mit dem Seiltrick des Fakirs erstmals gesehen hatten.
Bargain in Death
Um die Versicherung zu betrügen, lässt sich Mr. Maitland lebendig begraben. Er und sein Freund Alex haben sich, um an Maitlands Lebensversicherungsprämie zu kommen, folgenden morbiden „Geniestreich“ ausgedacht: Mailand „stirbt“ und wird auf dem Friedhof beerdigt. Doch der Plan geht gründlich schief, denn Alex erweist sich als Schweinehund und lässt seinen Buddy Maitland im Sarg grausam ersticken. Eines Tages bestechen zwei Medizinstudenten mit den passenden Namen Tom und Jerry einen Totengräber, einen Leichnam aus dem Friedhof zu besorgen, den die beiden für medizinische Studien benötigen. Als dieser Maitlands Sarg öffnet, nehmen die Dinge ihren schrecklichen Lauf. Tatsächlich hat Maitland überlebt, springt aus seinem Sarg und erschreckt Tom und Jerry fast zu Tode. Die beiden jungen Männer wiederum rennen panisch auf die Hauptstraße, wo sie beinah von einem Auto erfasst werden, hinter dessen Steuer ausgerechnet Alex sitzt. Beim Ausweichmanöver gerät Alex’ Wagen außer Kontrolle, rast gegen einen Baum, fängt Feuer und explodiert schließlich. Um den wild gewordenen Maitland, der nun jeden auf dem Friedhof für einen Beteiligten an der Verschwörung gegen ihn hält und attackiert, zu bändigen, schlägt der Totengräber kurzerhand mit seinem Spaten zu und befördert Maitland nun endgültig ins Jenseits. An seine beiden Auftraggeber, die angehenden Mediziner, gewandt, entschuldigt sich der Totengräber bei ihnen, dass zumindest der Schädel des Ausgegrabenen nun nicht mehr brauchbar sei.
Drawn and Quartered
Der englische Maler Moore lebt mehr schlecht als recht von seiner Kunst auf Haiti. Als er herausbekommt, dass, während er in der Karibikhitze darbt, die Kunsthändler Diltant und Gaskill, die seine letzten Werke aufgekauft haben, diese nach einer äußerst wohlwollenden Besprechung durch den Kunstkritiker Fenton Breedley daheim in England zu extrem hohen Preisen weiterverkauft und damit einen fetten Gewinn eingestrichen haben, ist er außer sich vor Zorn und sinnt nach Rache – zumal die drei Landsleute ihm immer versichert hatten, dass seine Kunst wertlos sei und deren Ankauf eine Art Akt von Gnade und Großmut sei. In der Heimat des Voodoo-Zaubers begibt sich Moore zu einem haitianischen Voodoo-Priester und lässt seine Malhand mit entsprechenden Kräften versehen. Moore erfährt, dass er fortan über das Schicksal derjenigen Personen, von denen er Porträts anfertigen würde, absolute Macht besäße. Da Moore gerade auch an der Vollendung eines Selbstbildnisses beschäftigt ist, schließt er dieses Gemälde vorsichtshalber weg, auf dass ihm selbst nichts geschehen werde. Dann kehrt der Künstler nach England heim und beginnt von Gaskill und Diltant aber auch vom Kritiker Breedley Porträts zu malen und verstümmelt und zerstört diese gleich anschließend auf schreckliche Weise. Tatsächlich sterben bald darauf alle drei Männer, die ihn so schändlich um den ehrlichen Lohn seiner Arbeit betrogen haben. Da er auch sein Selbstporträt aus dem luftdichten Sicherheitsbehältnis herausholen muss, um nicht zu ersticken, geschieht prompt ein folgenschweres Malheur. Ein Arbeiter verschüttet versehentlich Farbverdünner, der sich über das Selbstporträt ergießt, und auch Moore stirbt daraufhin einen schrecklichen Tod.
Epilog
Nachdem nun jeder der fünf Eingeschlossenen seine Geschichte erzählt hat, beginnen alle Beteiligten über den tieferen Sinn ihrer Alpträume zu grübeln. Plötzlich öffnet sich die Fahrstuhltür wieder und eröffnet ihnen einen Blick … auf einen Friedhof. Sie treten durch die Tür, und einer nach dem anderen verschwindet von der Bildfläche. Nur Sebastian bleibt zurück und erklärt, dass sie, die alle bereits von Anfang an tot waren, dazu verdammt waren, die Geschichten ihrer bösen Taten zu erzählen, um diese für alle Zeiten festzuhalten. Er kehrt in das Herrenzimmer, das nun plötzlich vollkommen leer ist, zurück und verschwindet ebenso wie die anderen. Dann schließt sich die Tür mit einem lauten Knall.

## Produktionsnotizen
In der Schlinge des Teufels, eine Fortsetzung des 1971 gedrehten Episodenfilms Geschichten aus der Gruft, entstand 1972 in den Twickenham Studios und wurde im März 1973 uraufgeführt. In deutschen Kinos lief der Streifen nicht an und erlebte lediglich am 2. Februar 1996 eine Fernsehpremiere (auf RTL).
Charles W. Fries übernahm die Herstellungsleitung. Tony Curtis entwarf die Filmbauten.
Für den altgedienten deutsch-österreichischen Cutter Oswald Hafenrichter wie auch die einstige Chaplin-Schauspielerin Dawn Addams war dies die letzte Kinofilmtätigkeit.

## Synchronisation
| Rolle           | Darsteller        | Synchronsprecher  |
| --------------- | ----------------- | ----------------- |
| Arthur Critchit | Terry-Thomas      | Hans Sievers      |
| Sebastian       | Curd Jürgens      | Gottfried Kramer  |
| Inez            | Dawn Addams       | Angela Stresemann |
| Eleanor         | Glynis Johns      | Renate Pichler    |
| Inez            | Dawn Addams       | Angela Stresemann |
| Diltant         | Denholm Elliott   | Harald Pages      |
| Bradley         | Terence Alexander | Lothar Grützner   |
| Moore           | Tom Baker         | Gerhard Marcel    |

## Kritiken
„Fünf Horrorgeschichten, verflochten durch einen dünnen Verbindungsfaden, die von Mord, Folter, blutdürstigen Vampiren und Voodoo handeln.“

„Schwache Horrorepisoden nach den legendären E.C. Comics.“

„All-Star-Omnibus; einfach, aber gut inszeniert.“